# بوغدان لاسكار
بوغدان لاسكار (بالرومانية: Bogdan Lascăr) هو نحات روماني، ولد في 30 يوليو 1974 في باكاو في رومانيا.